# Thecus
Thecus（樺賦科技），台湾企业，成立於2004年，經營Thecus品牌，專注於製造網路儲存設備與網路監控設備，提供網路儲存解決方案。總部位於新北市汐止區新台五路一段遠東世界中心內，並在美國、荷蘭設有分公司。

## 外部連結
- Thecus.com（页面存档备份，存于）